# Pologne aux Jeux européens de 2015
La Pologne était présente aux Jeux européens de 2015, la première édition des Jeux européens, organisée à Bakou, en Azerbaïdjan.

## Médailles
| Sport                    | Discipline               | Athlète(s) | Performance    | Date    |
| Médailles d'or : 2       |                          | |                |         |
| Canoë-kayak              | K1-200 mètres Femmes     | Marta Walczykiewicz | 40 s 795       | 16 juin |
| Escrime                  | Sabre individuel Femmes  | Angelika Wątor |                | 25 juin |
| Médailles d'argent : 8   |                          | |                |         |
| Boxe                     | Dames 51 kg              | Sandra Drabik |                | 25 juin |
| Cyclisme                 | Course en ligne féminine | Katarzyna Niewiadoma |                | 20 juin |
| Lutte                    | Libre Dames 55 kg        | Katarzyna Krawczyk |                | 15 juin |
| Lutte                    | Libre Dames 53 kg        | Roksana Zasina |                | 16 juin |
| Lutte                    | Libre Hommes 70 kg       | Magomiedmurad Gadżyjew |                | 18 juin |
| Natation                 | 50 papillon              | Paweł Sendyk | 23 s 97        | 23 juin |
| Taekwondo                | Hommes 68 kg             | Karol Robak |                | 17 juin |
| Volley-ball              |                          | Katarzyna Skowrońska Agnieszka Bednarek Izabela Bełcik Sylwia Pycia Anna Werblińska Joanna Wołosz Katarzyna Zaroślińska Maja Tokarska Anna Miros Agnieszka Kąkolewska Agata Sawicka Agata Dujarczyk Natalia Kurnikowska Daria Paszek |                | 27 juin |
| Médailles de bronze : 10 |                          | |                |         |
| Boxe                     | Dames 75 kg              | Lidia Fidura |                | 24 juin |
| Boxe                     | Dames 64 kg              | Aneta Rygielska |                | 25 juin |
| Boxe                     | Hommes 60 kg             | Mateusz Polski |                | 26 juin |
| Canoë-kayak              | K4-500 mètres Femmes     | Ewelina Wojnarowska Beata Mikołajczyk Karolina Naja Edyta Dzieniszewska-Kierkla | 1 min 33 s 979 | 15 juin |
| Canoë-kayak              | K1-500 mètres Femmes     | Ewelina Wojnarowska | 2 min 5 s 389  | 16 juin |
| Cyclisme                 | Cross-country femmes     | Maja Włoszczowska |                | 13 juin |
| Lutte                    | Libre Dames 48 kg        | Iwona Matkowska |                | 15 juin |
| Lutte                    | Libre Hommes 86 kg       | Radosław Marcinkiewicz |                | 18 juin |
| Natation                 | 400 m 4 nages            | Karol Zbutowicz | 4 min 22 s 22  | 27 juin |
| Natation                 | 4 * 100 m 4 nages        | Jakub Daniel Skierka Jacek Janusz Arentewicz Michał Chudy Paweł Sendyk | 3 min 39 s 31  | 27 juin |